# Ousséni Tamboura
Ousséni Tamboura, né le 13 décembre 1968 à Ouagadougou est un  homme politique burkinabé, membre du Mouvement du peuple pour le progrès (MPP).
De 2021 à 2022, il est ministre de la Communication, des Relations avec le Parlement, de la Culture, des Arts et du Tourisme et porte-parole du gouvernement. Après le coup d'État du 24 janvier 2022, il est remplacé à ce poste par Valérie Kaboré.

## Biographie
Ousséni Tamboura est juriste. Il fait ses études à la Faculté de droit et de sciences politiques de l’université de Ouagadougou et à l'université Cheikh Anta Diop de Dakar. Il est aussi diplômé du Centre africain d’études supérieures de gestion de Dakar et du Campus numérique de l’université de Nantes. Il est titulaire d’un doctorat en droit privé.

## Parcours politique
Ousséni Tamboura commence sa carrière politique en 2000. Il est député sous la bannière de l'Alliance pour la démocratie et la fédération/Rassemblement démocratique africain (ADF/RDA) de 2002 à 2007. Au parlement, il est le président de la commission emploi et président du Caucus genre. À ce poste, il fait des plaidoyers et adopte des lois sur la santé de la reproduction des jeunes, sur le VIH-SIDA, le quota genre, sur l’éducation et sur la sécurité sociale des travailleurs du Burkina.
En 2007, il est nommé ministre délégué chargé de l’Alphabétisation et de l’Éducation non formelle,. Il occupe ce poste de juin 2007 à avril 2011. Il démissionne de l'ADF-RDA, après le remaniement du gouvernement de Luc-Adolphe Tiao.
En 2012, il occupe le poste de directeur général de l’Agence nationale pour l’emploi.
En 2015, sous la bannière du Mouvement du peuple pour le progrès (MPP), Ousséni Tamboura est élu député à l’assemblée nationale de la 7e législature. Il devient membre du bureau national de l’assemblée au poste de 4e vice-président. Il occupe successivement en juin 2016, la présidence de la commission d’enquête parlementaire sur la gestion des titres miniers, puis en mars 2017, la présidence du comité de suivi des recommandations de la commission d’enquête parlementaire/ mines.
Il est nommé ministre de la Communication, porte parole du gouvernement burkinabé en janvier 2021,
Le premier ministre Christophe Dabiré présente sa démission et celle de son gouvernement le 8 décembre 2021. Tamboura reste ministre de la Communication dans le gouvernement du nouveau premier ministre Lassina Zerbo. Il obtient aussi le ministère de la Culture, des Arts et du Tourisme.